# Ханссон, Кнут
Кну́т Рубен Бёрье Ха́нссон (швед. Knut Ruben Börje Hansson; 9 мая 1911 — 10 февраля 1990) — шведский футболист, играл на позиции нападающего. Участник чемпионата мира 1938 года.

## Биография

### Клубная карьера
Большую часть своей карьеры играл за «Ландскруну», в составе которой так и не выиграл никаких титулов. По итогам сезона 1932/33 Ханссон с 20 забитыми мячами в списке бомбардиров занял 2-е место, уступив ставшему лучшим бомбардиром форварду «Хельсингборга» Торстену Бунке. Помимо этого, на протяжении одного сезона играл за «Хальмию». Всего в общей сложности сыграл за «Ландскруну» 192 матча и забил 154 гола.

### Карьера в сборной
Дебютировал за сборную Швеции 29 июня 1933 года в матче со сборной Литвы в рамках отборочного турнира на чемпионат мира 1934 года — Швеция одержала победу со счётом 2:0, а Ханссон в дебютном матче отметился дублем.
В составе сборной Швеции был в заявке сборной на чемпионате мира 1938 года, но на поле не выходил. Всего за сборную Швеции сыграл 7 матчей и забил 6 голов.

### Смерть
Скончался 10 февраля 1990 года в возрасте 78 лет.